# Dr Sleep (филм из 2019)
Доктор Сан (енгл. Doctor Sleep) амерички је натприродни хорор филм из 2019. године писца и редитеља Мајка Фланагана. Заснован је на истоименом роману из 2019. године Стивена Кинга који је наставак Кинговог романа Исијавање. Филм, који такође служи као директан наставак филмске адаптације Исијавање из 1980. године, редитеља Стенлија Кјубрика, смештен је неколико деценија након догађаја у оригиналу и такође комбинује елементе романа из 1977. године. Главну улогу игра Јуан Макгрегор као Дени Торанс, човек психичких способности који се бори са траумама из детињства. Споредне улоге играју Ребека Фергусон, Килијег Каран, Клиф Кертис и Карл Ламбли.
У филму, Ден Торанс, сада већ пунолетан, мора да заштити младу девојку сличних моћи од култа познатог као Прави чвор, чији чланови плене на децу која поседују сјај како би продужила свој живот.
Филм Доктор сан премијерно је приказан 21. октобра 2019. у Реџенси вилеџ театру у Лос Анђелесу и биоскопски је издат 21. октобра 2019. широм света и 8. новембра 2019. године у Сједињеним Државама. Филм је издат 7. новембра 2019. године у Србији, дистрибутера -Blitz Film & Video Distribucija}-. Филм је добио позитивне критике критичара, уз похвале за наступе, али критике због његовог трајања. Са светским приходом од само 72,3 милиона америчких долара, сматрало се да је његов наступ на благајнама разочаравајућ, у поређењу са осталим адаптацијама Кингових романа из 2019. године, То: Друго поглавље и Гробље кућних љубимаца. Међутим, упркос наступу на благајнама, филм је уживао поновни пораст интересовања и популарности када је 2020. године премијерно приказан на стриминг услугама.

## Радња
Године 2011, Ден Торанс, још увек трауматизиран породичним искушењем из 1980. године у хотелу Оверлук, живи у граду у Њу Хемпширу и пије алкохол да би потиснуо свој сјај. Опоравља се преко Анонимних алкохоличара и постаје уредник хоспиција, где својим сјајем теши умируће пацијенте, који га надимају „Доктор Сан”. У међувремену, Прави чвор, култ видовњака предвођених Шеширом Роуз, продужују свој живот конзумирајући „пару”, психичку суштину ослобођену мучењем и убијањем оних који имају сјај.
У 2019. године, Прави чвор умире од глади, јер је пара постала све ређа. Муче дечака до смрти због паре, што осети Абра Стоун, млада девојка чије је сјај чак и веће од Деновог. Она телепатски упозорава Дена о убиству, али Роуз при томе осећа Абру. Роуз своју свест пројектује широм земље и инфилтрира се у Абрин ум, али је физички повређена психичком замком коју је Абра поставила. Роуз шаље преостале чланове на Абра због паре.
Абра обавести Дена о Правом чвору. Иако је у почетку скептичан према њиховом заустављању, предомисли се и регрутује свог пријатеља Билија Фримана и Абриног оца Дејва да помогну. Успешно убијају већину групе, осим Роуз, али убијају Билија и Дејва, а Абру заробљава Роузин партнер, Татица Врана. Ден исијава у Абру и спасава је од Татице Вране, убијајући притом члана Правог чвора. Као крајње уточиште, Ден доводи Абру у Оверлук, верујући да ће то бити подједнако опасно за Роуз. Покреће хотелски котао и истражује успавану зграду, „будећи” је својим сјајем. У исто време, он има визије свог времена у хотелу, укључујући оца Џека како проваљује у врата купатила да би убио мајку Венди.
Роуз стиже у Оверлук и савладава Дена у борби, али он се спашава отварањем кутија у мислима где је заробио духове Оверлука. Убијају Роуз, али затим поседну Дена; одлази у котларницу, али преузима контролу пре него што га хотел може натерати да је деактивира. У свом последњем тренутку, Ден види визију себе као детета које Венди теши. Абра преживи експлозију; нешто касније, она разговара са Деновом пројекцијом и они се уверавају да ће обоје бити добро.

## Улоге
| Глумац           | Улога            |
| ---------------- | ---------------- |
| Јуан Макгрегор   | Ден Торанс       |
| Ребека Фергусон  | Шешир Роуз       |
| Килијег Каран    | Абра Стоун       |
| Карл Ламбли      | Дик Холоран      |
| Зан Макларнон    | Татица Врана     |
| Емили Алин Линд  | Змијски ујед Аби |
| Брус Гринвуд     | др Џон Далтон    |
| Џослин Донахју   | Луси Стоун       |
| Роберт Лонгстрит | Комад Бари       |
| Карел Стрејкен   | Деда Флик        |
| Алекс Есое       | Венди Торанс     |
| Закари Момо      | Дејв Стоун       |
| Џејкоб Тремблеј  | Бредли Тревор    |
| Хенри Томас      | Бармен           |